# Полихромия
Полихромия (др.-греч. πολύς — многочисленный и χρῶμα — цвет) — многоцветная раскраска или многоцветность материала в архитектуре, скульптуре, декоративном искусстве. Достигается применением разноцветных материалов, патинированием, золочением или использованием красящих веществ. Присутствовала почти во все эпохи и во всех областях культуры — в египетских пирамидах, минойских дворцах, в греческих и римских храмах, на исламских куполах и в средневековом искусстве. Противоположным понятием является монохромия.

## История
Использование полихромии как в эстетических целях, так и в качестве защитного покрытия, прослеживается вплоть до самых ранних цивилизаций. Так, использование цвета в скульптуре восходит ко временам палеолита. Считается, что пещерная живопись постепенно эволюционировала от монохромии к полихромии. Следы краски присутствуют на гипсовых статуях Айн-Газаля, датируемых 7-м — 8-м тысячелетием до н. э. и являющихся самым ранним из известных крупноформатных изображений человека. Вероятно, полихромным было и одно из самых ранних изображений человеческого лица — маска из Варка (Урук), созданная в четвёртом тысячелетии до нашей эры. Известно также, что стены построек в Уруке того времени украшались геометрическими узорами.
Позднее, в конце третьего — начале второго тысячелетия до н. э., на территории Месопотамии (в частности, в Шумере и Вавилоне) практиковалась раскраска статуй, достаточно реалистично передававшая цвет кожи, волос и одежды человека. Несмотря на относительную недолговечность красящих пигментов, отдельные образцы подобных полихромных статуй сохранились до наших дней. Полихромными, предположительно, были и зиккураты Месопотамии, в том числе высочайший из них — Этеменанки. Ярким примером полихромии вавилонской архитектуры являются ворота Иштар, отделанные глазурованным кирпичом и украшенные изображениями львов, быков и драконов на ярко-синем фоне. По всей видимости, цвет также играл чрезвычайно важную роль в искусстве Древнего Египта (как в скульптуре, так и в архитектуре). Краски и позолота использовались для украшения храмов и гробниц фараонов, а также при изготовлении статуй, о чём свидетельствуют как дошедшие до нас образцы, так и многочисленные тексты того времени. Наиболее известным образцом египетской полихромной скульптуры является бюст Нефертити, датируемый вторым тысячелетием до нашей эры и отличающийся великолепной сохранностью красок. Полихромными являются многие статуи, найденные в погребальных камерах египетских пирамид. Высказывается также предположение, что сами пирамиды (в частности, пирамиды Гизы) могли иметь трёхцветную раскраску и что в интерьерах частных жилищ присутствовали элементы полихромии. Установлено, что цвет являлся неотъемлемой частью архитектуры и скульптуры Мезоамерики. Вероятно, для ранних цивилизаций цвет имел определённую символику и наделялся магическими свойствами.
Что касается полихромии в античном мире, то она долгое время была предметом дискуссий. Поскольку красящие вещества до наших дней не сохранились, вплоть до XIX века господствовало представление о том, что античная архитектура и скульптура были монохромными. Несмотря на то, что в трудах античных авторов (в частности, у Плиния) можно найти упоминания о совместной работе художников и скульпторов, эта тема долгое время не привлекала внимания историков искусства. Лишь в 1815 году французский искусствовед и археолог Антуан-Кризостом Катрмер-де-Кенси высказал гипотезу о роли цвета в античном искусстве. Наиболее активным сторонником этой теории стал французский архитектор и историк искусства Жак Гитторф, изучавший греческие храмы на Сицилии. Он сделал отстаивание гипотезы об античной полихромии делом всей своей жизни, опубликовав ряд работ на этому тему и постоянно участвуя в дебатах. Значительный интерес к этой проблеме в XIX веке практически сошёл на нет в XX, и лишь в 70-е годы возобновились систематические исследования в данной области. Они показали, что греческие храмы и другие строения чаще всего были отделаны терракотой, окрашенной в чёрный, белый и красный цвета. Подобные терракоты также были распространены на Сицилии, на юге Италии, в Этрурии и в Риме. Лишь в VI веке до н. э., когда мрамор стал основным строительным материалом, стены греческих храмов начали оставлять белыми. В оформлении греческих и римских храмов также использовался разноцветный камень, в том числе мрамор (примером может служить римский Пантеон). Полихромной, несомненно, была и античная скульптура. Её основными цветами были жёлтый, синий, красный и зелёный; более 20 различных пигментов были использованы в оформлении Сидонского саркофага. Цветовая реконструкция скульптур храма богини Афайи на греческом острове Эгина показала, что они также имели яркую раскраску. В 2004 году в мюнхенской Глиптотеке прошла выставка «Bunte Götter», посвящённая полихромии в античной скульптуре, где были представлены скульптуры с фронтона этого храма.
Раннехристианская традиция заимствовала у античности в первую очередь технику цветной каменной кладки и мозаики. Она сохранилась в средневековой Италии, где яркими примерами могут служить Сиенский собор XIII века и многие строения во Флоренции (в том числе собор и баптистерий). И, хотя в средневековой Европе здания часто покрывались простой побелкой, в храмах и королевских резиденциях всё же использовался цвет, причём его выбор часто определялся цветовой символикой. В XX веке была проведена частичная цветовая реконструкция ряда европейских соборов, в том числе Реймсского и Амьенского. Она показала, что в их оформлении использовались яркие цвета; разноцветными, в частности, были «галереи королей» на фасаде обоих соборов.
Полихромия использовалась также в средневековой европейской скульптуре, чьи цвета были более реалистичными в сравнении с античностью. Центром подобной скульптуры была Испания; в XVI веке колонизаторы распространили эту традицию в Новом Свете. В Германии художники, расписывавшие деревянные скульптуры, добивались иллюзионистского эффекта в передаче оттенков и текстур. Лишь в XV веке начался отход в сторону монохромии, в том числе из-за экономических факторов: краска и позолота зачастую обходились дороже, чем изготовление самой скульптуры.
Эпоха Ренессанса характеризуется утратой интереса к цвету в скульптуре и в архитектуре. Если в Италии периода кватроченто Якопо делла Кверча ещё создавал полихромные деревянные скульптуры, а Лука делла Роббиа использовал полихромию в технике глазурованной терракоты, то в эпоху Высокого Возрождения скульптура стала преимущественно монохромной. Так, Леонардо, сопоставляя живопись и скульптуру, неоднократно подчёркивал отсутствие цвета в последней. Монохромными были скульптуры Микеланджело, ваявшего из мрамора, и его современников, использовавших более доступные материалы. Одной из причин отказа от цвета была ориентация на античную скульптуру, на которой к XVI веку уже не было видимых следов пигментов. Немецкие скульпторы того времени также не использовали цвет, но по иным причинам: они стремились показать красоту самого материала — дерева — и продемонстрировать мастерство скульптора, умеющего добиться выразительности не прибегая к цвету.
Преимущественно монохромной была скульптура барокко и классицизма. И, хотя религиозная скульптура XVII—XVIII веков постепенно вновь обрела цвет, наиболее выдающиеся скульпторы, такие как Бернини, предпочитали «чистый» материал. В то же время испанские скульпторы той эпохи, например, Алонсо Кано, продолжали развивать средневековые традиции и создавать полихромные скульптуры, достигая высочайшего уровня реализма и наполненности религиозным чувством. Монохромия преобладала и в архитектуре этого периода. Так, архитекторы итальянского барокко (Бернини, Борромини, Гуарини и др.) практически отказались даже от использования разноцветного мрамора, а французские классицисты использовали полихромию лишь в исключительных случаях (например, в оформлении парковых беседок Версаля).
XIX век отличался резким неприятием цвета в скульптуре, до такой степени, что даже со средневековых скульптур нередко удаляли красочное покрытие. В архитектуре она тоже используется крайне умеренно. Лишь во второй половине XIX столетия полихромия вновь вышла на сцену, в том числе благодаря публикациям Жака Гитторфа. Сам он, глубоко убеждённый в том, что античные архитекторы отнюдь не чурались красок, построил в Париже церковь Святого Викентия де Поля с красочными интерьерными росписями и ещё более яркой отделкой фасада. Однако его современники либо открыто оспаривали открытие Гитторфа, либо предпочитали обходить его молчанием.
Возврат интереса к цвету происходил постепенно. Так, английские архитекторы увидели в полихромии спасительную альтернативу скучному однообразию георгианской архитектуры. (Имеется в виду полихромия внешних частей здания, а не интерьера: интерьерное использование цвета не представляло никакого новшества). Джон Рёскин в своём труде «Семь светочей архитектуры» пропагандировал «неупорядоченную» архитектурную полихромию, в которой цвет не следовал бы границам архитектурных форм, а распространялся бы асимметрично, в виде произвольных полос и пятен, как то происходит в живой природе. Иллюстрацией его идей можно считать лондонскую Церковь Всех Святых, построенную Уильямом Баттерфилдом: её стены сложены из прихотливо чередующихся слоёв красного и чёрного кирпича. Теория Рёскина повлияла и на многих других британских архитекторов второй половины XIX века, а затем достигла Соединённых Штатов, где ею вдохновился Джон Уэлборн Рут. Он мечтал о полихромном городе, где вместо красного кирпича и серого камня была бы настоящая симфония красок, создаваемая стеклом, терракотой, мрамором и мозаикой. После ранней смерти Рута его коллега Луис Салливан начал экспериментировать с «симфоническими» сочетаниями цветов в архитектуре, текстурами и подсветкой, что в итоге привело к широкому распространению полихромии и популярности таких материалов, как терракота и цветная плитка в эпоху ар деко.
В XX веке периоды интереса к цвету чередовались с цветовым пуризмом и ограниченным использованием полихромии. В эпоху модерна архитекторы разных стран экспериментируют с цветом, украшая фасады зданий разнообразными цветными элементами. Богатая, насыщенная полихромия характерна для работ таких архитекторов XX века, как Гауди, Хундертвассер, Вентури. Однако преобладающими можно считать, скорее, противоположные тенденции, связанные с отказом от любых элементов декора в пользу чистого функционализма. То же касается и скульптуры: акцент делается не на цвете, а на свойствах самого материала, будь то камень, дерево или металл. Перелом наступает в 60-е годы с распространением поп-культуры. Примером полихромной скульптуры в XX веке могут служить работы Жана Дюбюффе, Ники де Сен-Фалль и Джеффа Кунса.
Архитектор Ле Корбюзье полагал, что цвет играет важную роль в вызывании эмоций и создании пространственных иллюзий. Свою теорию цвета он изложил в книге «Polychromie Architecturale» («Полихромная архитектура»), опубликованной в 1931 году. Ле Корбюзье представил в ней свою концепцию и тщательно подобранную палитру 43 цветов, предназначенных для использования в конкретных архитектурных контекстах, а в 1959 году дополнил палитру 20 новыми оттенками, доведя общее количество цветов до 63.